# Ульянин, Сергей Алексеевич
Серге́й Алексе́евич Улья́нин (13 [25] сентября 1871, Москва — 13 октября 1921, Лондон) — русский авиаконструктор, воздухоплаватель, военный лётчик. Инициатор практического применения аэрофотосъёмки в военном деле, создатель конструкции оригинального разборного самолёта. 28 ноября 2014 года улица в Москве получила имя Лётчика Ульянина, она расположена в микрорайоне Солнцево-парк.

## Биография
Из потомственных дворян Московской губернии. Прекрасно говорил по-французски, очень хорошо по-английски, знал немецкий язык, изучал испанский язык и эсперанто.
- Окончил 2-й Московский Императора Николая I кадетский корпус.
- 1894 — Окончил 3-е Александровское военное училище. Выпущен подпоручиком в пехотный полк.
- 1894 — Желая перейти на службу в артиллерию, он сдал экзамены при Виленском Окружном артиллерийском управлении.
- 1895 — Окончил офицерский класс Учебного воздухоплавательного парка в Петербурге (по первому разряду). Выпущен в Варшавское крепостное воздухоплавательное отделение.
- 1895 — Начал конструировать воздушные змеи с целью подъёма наблюдателя.
- Создал змейковый поезд — конструкцию из 7-10 змеев, способную поднять четырёх наблюдателей.
- 1899 — Опубликовал в «Артиллерийском журнале» статью «Прибор для воображаемой стрельбы при пособии тиражных чисел» (идея прибора используется до сих пор).
- 1904 — Начал заниматься вопросом дистанционного управления летательными аппаратами, морскими кораблями и наземными экипажами.
- 1905 — Командир Варшавского крепостного воздухоплавательного отделения.
- 1908 — Получил привилегию на изобретение фотографического аппарата для автоматической записи фотограмметрических данных (аппарат использовался до 1920-х гг.).
- 1908 — Построил модель биплана с тандемным расположением крыльев и двумя двигателями (приз на конкурсе моделей в 1910 г.).
- 1909 — Проект двухмоторного аэроплана с тремя комбинациями опорных плоскостей.
- 1910 — В числе первых семи штаб- и обер-офицеров направлен для обучения полётам и получения диплома пилота-авиатора во Францию.
- 1910 — Получил привилегию на изобретение складного разборного змея и парусной каретки, а также на принцип дистанционного управления транспортными средствами.
- в начале 1910 г. капитан Сергей Ульянин вместе с братьями Владимиром и Александром Лебедевыми, коммерсантом Ломачем создали Петербургское Товарищество авиации (ПТА). ПТА в феврале того же года удалось получить заказ от Главного Инженерного управления на «складной» самолёт. В условиях контракта указывалось, что машина в разобранном виде должна перевозиться за войсками и приводиться в боевую готовность за 2 часа.
- 1910 — Проект разборного военного самолёта-разведчика (ПТА № 1, построен в 1911 г.).
- 9 августа 1910 — Четвёртым из российских военных и восьмым из русских получил во Франции диплом пилота-авиатора за № 181.
- 1910 — Призёр первого праздника воздухоплавания в России.
- 24 ноября 1910 — Действительный член Императорского Русского Технического Общества (ИРТО).

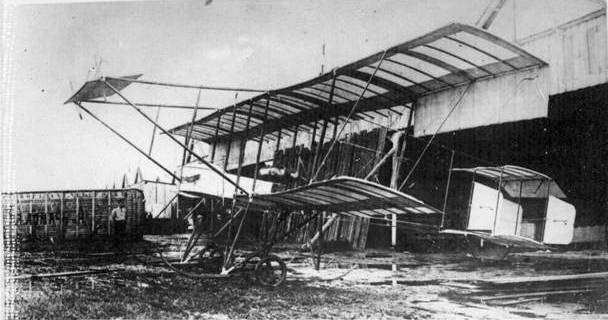
Биплан ПТА № 1, проект С. А. Ульянина. 1911 год

- 26 января 1911 г. завершена постройка военного биплана «ПТА № 1», модификации самолёта «Фарман-4», отличавшейся от базовой модели уменьшенной площадью крыльев и гондолой для пилота и наблюдателя. Самолёт был удостоен премии на Первой международной выставке воздухоплавания 1911 года в Петербурге. Лётные испытания «ПТА № 1» на Коломяжском аэродроме в Петербурге проводил Владимир Лебедев — один из его создателей.
- 1911 — Первый начальник Авиационного отдела (АО) Офицерской воздухоплавательной школы.
- 1912 — Разработал проект правил конкурса приборов для метания бомб с аэропланов (аэростатов).

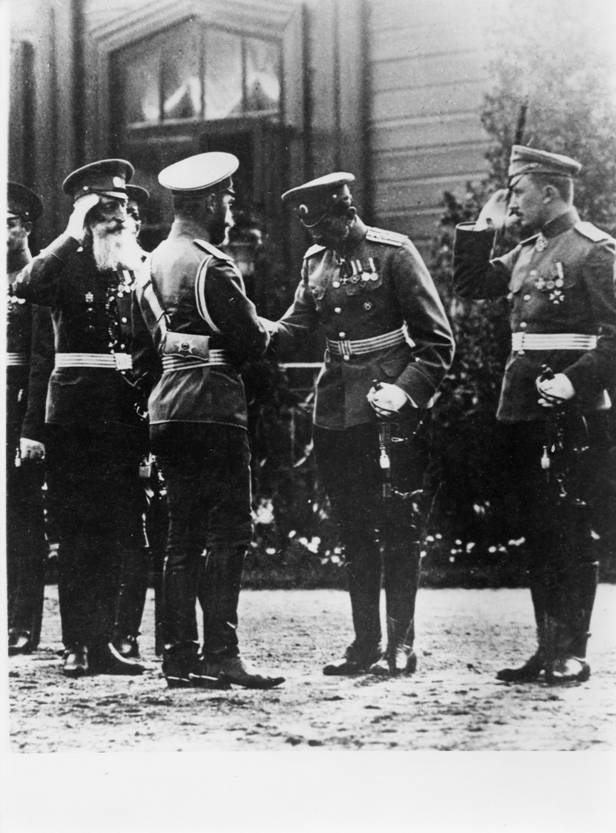
Красное село, 25 июля 1913. Николаю II представляется начальник АО ОВШ подполковник С. А. Ульянин. (Слева начальник ОВШ генерал-лейтенант А. М. Кованько, справа помощник начальника АО штабс-капитан Г. Г. Горшков)

- 26 марта 1913 — Привилегия на «Разборную палатку для аэропланов».
- 5 октября 1913 — полковник.
- 18 августа 1914 — Первый начальник Военной авиационной школы в Гатчине (ВАШ).
- 1915 — Получил привилегию на изобретение гироскопа.
- 1915 — Первый председатель Заграничной комиссии по закупке авиационного и воздухоплавательного имущества.
- 10 октября 1915 — В манеже Адмиралтейства демонстрировал комиссии Морского ведомства действующую модель «Системы управления движением механизмов на расстоянии». Дистанционно (по радио) управляемый катер прошёл из Кронштадта в Петергоф.

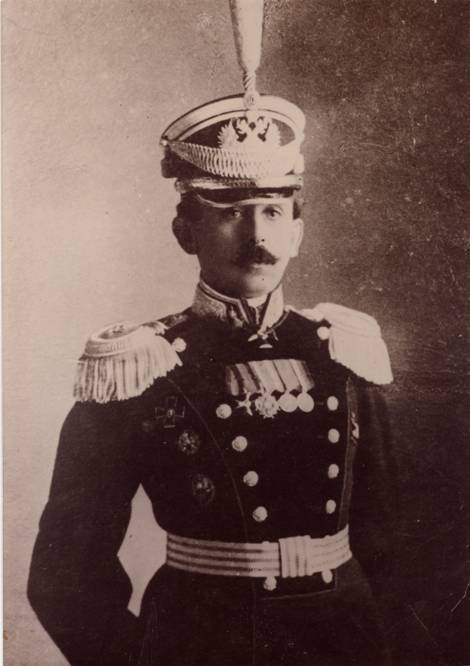
Полковник С. А. Ульянин, 1916 год

- 7 марта 1916 — С момента утверждения штата Военной авиационной школы служит на должности генерал-майора.
- 1916 — Получил патент Англии на электрическое реле очень высокой чувствительности.
- 22 августа 1916 — Помощник начальника Управления Военного Воздушного Флота (УВВФ).
- 19 апреля 1917 — Первый начальник Полевого управления авиации и воздухоплавания при Штабе Верховного Главнокомандующего.
- 9 июня 1917 — По собственной просьбе назначен помощником начальника УВВФ по школьной части.
- Осень 1917 — Начальник Управления Военного Воздушного Флота (УВВФ).
- Март 1918 — Командирован за границу для ликвидации дел Закупочной комиссии и для организации новой Авиационной информационной миссии в Англии, Италии и Франции. В Англии эмигрировал.

Скончался 13 октября 1921 года в Лондоне. Похоронен на кладбище Лэдуэл.

## Награды
ордена отечественные
- орден Св. Станислава 3-й ст. (1899);
- орден Св. Анны 3-й ст. (1905);
- орден Св. Анны 2-й ст. (1910);
- орден Св. Владимира 4-й ст. (1913);
- орден Св. Владимира 3-й ст. (1915);
- Благоволение Е. И. В. Государя Императора за отлично-ревностную службу и особые труды, вызванные обстоятельствами войны (06.12.1916).

ордена иностранные
- орден Почётного легиона Французской Республики 4-й ст..

медали
- медаль «В память царствования императора Александра III»;
- медаль «В память 300-летия царствования дома Романовых. 1613—1913».

## Семья
Родился в семье коллежского секретаря, землевладельца села Старая Ситня Серпуховского уезда Московской губернии Алексея Александровича Ульянина (1817—1879).
От первого брака с урождённой Надеждой Павловной Савёловой (в первом браке — Облонская или Оболенская; 1820—1857) у него были дети:
- Павел (1845—1915) — действительный статский советник, прокурор Ковенского окружного суда, член Варшавской судебной палаты, автор научно-популярных трудов.
- Фёдор (1846—1910) — полковник.
- Александр (1848—1911) — коллежский советник.
- Алексей (1849—1851)
- Николай (1850—1907) — генерал-майор-инженер, начальник Средне-Азиатской железной дороги.
- Алексей (1851—1855)
- Сергей (1854—1855)
- Пётр (1855—1926) — надворный советник.
- Надежда (1856-?).

О второго брака с урождённой Елизаветой Павловной Савёловой (сестра первой жены; в первом браке — майорша Бубрих; 1824 — ?) родился Сергей Алексеевич Ульянин.
Сам Сергей Алексеевич был женат дважды. Первый раз (1900) на Марии Митрофановне фон Мейер (1878—1943), дочери потомственного дворянина, инженера-технолога Митрофана фон Мейера. От этого брака родились:
- Людмила (1901—1977), замужем за Владимиром Васильевичем Ребиковым.
- Ирина (1906—1945), замужем за Сергеем Савицким.

Второй раз на Людмиле Михайловне Мартыновой (1890—1970), дочери действительного статского советника, врача Михаила Мартынова и Ольги Константиновны фон Фридерикс. От этого брака родились:
- Нина (1915—2008) — художник-дизайнер, замужем за Henri G. Lejet.
- Марина (1919—2001) — переводчик, замужем за Георгием Владимировичем Пиковски.
- Алексей (1920—2007) — майор британской армии.[1]

## Привилегии и сочинения
- Привилегия № 16266 Россия. Фотографический аппарат для автоматической записи фотограмметрических данных // С. А. Ульянин (Россия). — № 35392. Заявл. 31.03.08; Опубл. 30.11.09. 3 с.: илл. Группа V1;
- Привилегия № 19222 Россия. Прибор для вычерчивания кривой линии / С. А. Ульянин (Россия). № 42622; Заявл. 19.02.10; Опубл. 27.09.11. — 5 с.: илл. — Группа V/VI;
- Охранительное свидетельство № 42800 Россия. Складной разборный змей // С. А. Ульянин (Россия). Заявл. 04.03.10;
- Охранительное свидетельство № 42806 Россия. Парусная каретка, служащая для управления с земли или автоматического подъёма и спуска фотографических аппаратов и иных приборов / С. А. Ульянин (Россия). Заявл. 04.03.10;
- Привилегия № 29425 Россия. Гироскоп / С. А. Ульянин (Россия). — № 68091; Заявл. 30.11.15; Опубл. 20.07.17. — 3 с.: илл. — Класс 42с;
- Привилегия № 29275 Россия. Разборная палатка для аэропланов / С. А. Ульянин (Россия). — № 57239; Заявл. 26.03.13; Опубл. 29.04.17. — 2 с.: илл. — Класс 62с;
- Patent 110569. England. MKI. Improvements in or relating to Electric Relays / Serge Oulianine (Russia);
- HASELNINE Co (England, USA) № 14957/16; Заявл. 20.10.16; Опубл. 22.10.17. — 3 л.: илл;
- Прибор для воображаемой стрельбы при пособии тиражных чисел // Артиллерийский журнал. — 1899. № 7. — СПб. — С. 663—672.: илл. 9.
- Описание фотограмметрического аппарата и таблиц Ульянина — Изд. ГИУ, 1909; Новости по авиации // Записки Императорского Русского Технического Общества. —1912, вып. 10. — С. 344;
- Проект способа оценки аэропланов на военном конкурсе // Техника воздухоплавания. — 1912. № 4. — С. 213—216, 232;
- Метод оценки аэропланов // Записки Императорского Русского Технического Общества. 1913. № 8-9. — С.235 — 236;
- Современный военный флот. — Пг. — Изд. Семёнова, 1914. — 26 с.: илл.